# Aachener Turn- und Sportverein Alemannia 1900 2021-2022
Questa voce raccoglie le informazioni riguardanti l'Aachener Turn- und Sportverein Alemannia 1900 nelle competizioni ufficiali della stagione 2021-2022.

## Stagione
Nella stagione 2021-2022 l'Alemannia, allenato da Patrick Helmes e Fuat Kilic, concluse il campionato di Regionalliga ovest al 12º posto.

## Rosa
| N. |                                 | Ruolo | Calciatore        |
| -- | ------------------------------- | ----- | ----------------- |
| 1  | Germania (bandiera)             | P     | Joshua Mroß       |
| 2  | Germania (bandiera)             | D     | Jannis Held       |
| 3  | Germania (bandiera)             | D     | Lars Oeßwein      |
| 4  | Germania (bandiera)             | D     | Franko Uzelac     |
| 6  | Germania (bandiera)             | C     | Frederic Baum     |
| 7  | Germania (bandiera)             | D     | Lukas Wilton      |
| 8  | Bosnia ed Erzegovina (bandiera) | C     | Dino Bajrić       |
| 9  | Germania (bandiera)             | A     | Jannik Mause      |
| 10 | Kosovo (bandiera)               | C     | Mërgim Fejzullahu |
| 11 | Canada (bandiera)               | A     | Oluwabori Falaye  |
| 12 | Germania (bandiera)             | P     | Jan Strauch       |
| 15 | Germania (bandiera)             | C     | Marco Müller      |
| 17 | Azerbaigian (bandiera)          | C     | Tuğrul Erat       |
| 18 | Germania (bandiera)             | C     | Tim Korzuschek    |
| 19 | Germania (bandiera)             | A     | Ergün Yildiz      |
| 20 | Turchia (bandiera)              | A     | Selim Gündüz      |
| 21 | Germania (bandiera)             | C     | Sebastian Schmitt |

| N. |                                 | Ruolo | Calciatore         |
| -- | ------------------------------- | ----- | ------------------ |
| 22 | Germania (bandiera)             | D     | Ricardo Antonaci   |
| 23 | Germania (bandiera)             | C     | Dustin Zahnen      |
| 24 | Germania (bandiera)             | D     | Peter Hackenberg   |
| 26 | Germania (bandiera)             | C     | Matti Cebulla      |
| 27 | Germania (bandiera)             | D     | Marcel Damaschek   |
| 28 | Germania (bandiera)             | A     | Nils Blumberg      |
| 29 | Kosovo (bandiera)               | C     | Vleron Statovci    |
| 30 | Tunisia (bandiera)              | A     | Hamdi Dahmani      |
| 31 | Serbia (bandiera)               | P     | Luka Losic         |
| 32 | Germania (bandiera)             | A     | Nazif Tchadjei     |
| 33 | Germania (bandiera)             | D     | Alexander Heinze   |
| 34 | Bosnia ed Erzegovina (bandiera) | D     | Aldin Dervisevic   |
| 35 | Germania (bandiera)             | C     | Okan Keskin        |
| 36 | Germania (bandiera)             | D     | Luca-Andre Kozlyuk |
| 37 | Corea del Sud (bandiera)        | A     | Sejin Pyo          |
| 44 | Germania (bandiera)             | C     | Timo Kondziella    |

## Organigramma societario
Area tecnica
- Allenatore: Fuat Kilic
- Allenatore in seconda: Ibrahim Celik
- Preparatore dei portieri: Hans Spillmann
- Preparatori atletici:
- Analisi video: Michael Burlet

## Calciomercato

### Sessione estiva
| Acquisti | Acquisti                  | Acquisti             | Acquisti |
| R.       | Nome                      | da                   | Modalità |
| -------- | ------------------------- | -------------------- | -------- |
| C        | Dino Bajrić               | Sportfreunde Lotte   |          |
| A        | Tim-Sebastian Buchheister | Kaiserslautern II    |          |
| D        | Marcel Damaschek          | Bonner               |          |
| C        | Christian Gartner         | Admira Wacker M.     |          |
| D        | Jannis Held               | Kaiserslautern II    |          |
| C        | Okan Keskin               | Bayer Leverkusen U19 |          |
| A        | Jannik Mause              | Wegberg-Beeck        |          |
| D        | Lars Oeßwein              | Kaiserslautern       |          |
| D        | Tjorben Uphoff            | Wuppertal            |          |
| D        | Lukas Wilton              | Babelsberg           |          |

| Cessioni | Cessioni              | Cessioni                 | Cessioni |
| R.       | Nome                  | a                        | Modalità |
| -------- | --------------------- | ------------------------ | -------- |
| A        | Marwin Studtrucker    | SpVg Schonnebeck         |          |
| C        | Muja Arifi            | Wegberg-Beeck            |          |
| C        | Stipe Batarilo-Cerdic | Fortuna Colonia          |          |
| C        | Miguel El Jammal      | Eintracht Verlautenheide |          |
| D        | Matti Fiedler         | Bonner                   |          |
| D        | Leon Gaedicke         | Lichtenberg 47           |          |
| D        | Nick Galle            | Saarbrücken              |          |
| P        | Valentin Manzenreiter | TuRU Düsseldorf          |          |
| D        | Steven Rakk           | Hessen Kassel            |          |
| A        | Florian Rüter         | SV Breinig               |          |
| C        | Takashi Uchino        | F. Düsseldorf II         |          |
| D        | André Wallenborn      | Altona 93                |          |

### Sessione invernale
| Acquisti | Acquisti         | Acquisti               | Acquisti |
| R.       | Nome             | da                     | Modalità |
| -------- | ---------------- | ---------------------- | -------- |
| C        | Tuğrul Erat      | RW Oberhausen          |          |
| P        | Luka Losic       | Eintracht Braunschweig |          |
| D        | Ricardo Antonaci | Arminia Ludwigshafen   |          |
| A        | Ergün Yildiz     | FC Pesch 1956          |          |
| C        | Tim Korzuschek   | Saarbrücken            |          |

| Cessioni | Cessioni          | Cessioni          | Cessioni |
| R.       | Nome              | a                 | Modalità |
| -------- | ----------------- | ----------------- | -------- |
| C        | Christian Gartner | Stripfing         |          |
| C        | André Dej         | Fortuna Colonia   |          |
| D        | Tjorben Uphoff    | Teutonia Ottensen |          |
| A        | Sven Schiffer     | SpVg Frechen 20   |          |
| P        | Mario Zelic       | TuRU Düsseldorf   |          |

## Risultati

### Regionalliga ovest

#### Girone di andata
| Arbitro: | Domnick |

|                         |           |            |
| Deters 40’ Borgmann 90’ | Marcatori | 12’ Uphoff |

| Arbitro: | Ernst |

|           |           |              |
| Mause 46’ | Marcatori | 47’ Aramburú |

| Arbitro: | Gansloweit |

|                           |           |  |
| Henneke 9’ Heiserholt 76’ | Marcatori |  |

| Arbitro: | Weller |

|                  |           |                                        |
| Mause 84’ (rig.) | Marcatori | 45’ Kreyer 70’ Oubeyapwa 79’ Stappmann |

| Velbert 4 settembre 2021, ore 14:00 CEST 5ª giornata | Uerdingen 05 | 0 – 0 referto | Alemannia Aquisgrana | Stadion Velbert (1 491 spett.)\| Arbitro: \| Exuzidis \| |
| Arbitro:                                             | Exuzidis     |               |                      |                                                          |

| Arbitro: | Gottschalk |

|  |           |                 |
|  | Marcatori | 86’ (aut.) Mroß |

| Arbitro: | Domnick |

|               |           |                     |
| Schwirten 21’ | Marcatori | 33’, 34’, 41’ Mause |

| Arbitro: | Severins |

|             |           |            |
| Fiedler 90’ | Marcatori | 81’ Zahnen |

| Arbitro: | Erk |

|  |           |              |
|  | Marcatori | 86’ Schroers |

| Arbitro: | Aarts |

|               |           |  |
| Andzouana 63’ | Marcatori |  |

| Arbitro: | Gansloweit |

|                                     |           |                        |
| Cebulla 12’ Buchheister 15’ Dej 69’ | Marcatori | 63’ Bach 90’ Kleefisch |

| Arbitro: | Scheer |

|            |           |            |
| Salman 64’ | Marcatori | 90’ Uzelac |

| Arbitro: | Ulankiewicz |

|                |           |                                        |
| Buchheister 5’ | Marcatori | 28’ (rig.), 75’ Holldack 49’, 87’ Ivan |

| Arbitro: | Schäfer |

|                           |           |             |
| Janjić 7’ Herzenbruch 90’ | Marcatori | 44’ Dahmani |

| Arbitro: | Habibi |

|                                              |           |                                  |
| Dahmani 5’ Bajrić 10’ Mause 36’, 87’ Dej 90’ | Marcatori | 18’ Miyamoto 78’ Lunga 80’ Peitz |

| Arbitro: | Erk |

|                                                           |           |  |
| Königs 8’ Schweers 18’ Backszat 56’ Aboagye 81’ Hanke 82’ | Marcatori |  |

| Arbitro: | Dardenne |

|  |           |            |
|  | Marcatori | 79’ Lanius |

| Arbitro: | Weller |

|                                      |           |  |
| Mansfeld 34’ Geerkens 58’ Köther 83’ | Marcatori |  |

| Arbitro: | Scheer |

|                       |           |  |
| Heinze 5’ Dahmani 86’ | Marcatori |  |

#### Girone di ritorno
| Arbitro: | Domnick |

|  |           |                        |
|  | Marcatori | 19’ Deters 42’ Wegkamp |

| Arbitro: | Arlt |

|              |           |               |
| Krasniqi 70’ | Marcatori | 77’ Damaschek |

| Arbitro: | Rupert |

|                                          |           |  |
| Schmitt 34’ Dervisevic 60’ Damaschek 72’ | Marcatori |  |

| Arbitro: | Visse |

|                            |           |                |
| Klaß 19’ Kreyer 67’ (rig.) | Marcatori | 90’ Korzuschek |

| Arbitro: | Damar |

|                                  |           |                               |
| Gündüz 38’ Müller 41’ Yildiz 81’ | Marcatori | 54’ Augusto 85’ (rig.) Jensen |

| Arbitro: | Erk |

|         |           |               |
| Tia 50’ | Marcatori | 9’ Hackenberg |

| Arbitro: | Gottschalk |

|            |           |          |
| Heinze 78’ | Marcatori | 3’ Kraus |

| Aquisgrana 26 febbraio 2022, ore 14:00 CET 27ª giornata | Alemannia Aquisgrana | 0 – 0 referto | Bonner | Stadio Tivoli (4 000 spett.)\| Arbitro: \| Gottschalk \| |
| Arbitro:                                                | Gottschalk           |               |        |                                                          |

| Arbitro: | Rupert |

|                                     |           |                           |
| Meuer 15’ Telalović 48’ Wentzel 84’ | Marcatori | 8’, 67’ (rig.) Korzuschek |

| Arbitro: | Domnick |

|                |           |  |
| Korzuschek 49’ | Marcatori |  |

| Arbitro: | Severins |

|  |           |                 |
|  | Marcatori | 49’, 74’ Uzelac |

| Arbitro: | Schuh |

|  |           |          |
|  | Marcatori | 6’ Wolff |

| Arbitro: | Bramkamp |

|  |           |                       |
|  | Marcatori | 65’ Dahmani 67’ Mause |

| Arbitro: | Gansloweit |

|               |           |                |
| Damaschek 53’ | Marcatori | 20’ Harenbrock |

| Arbitro: | Weller |

|  |           |            |
|  | Marcatori | 45’ Yildiz |

| Arbitro: | Lahora-Chulian |

|            |           |                                        |
| Bajrić 20’ | Marcatori | 13’ (rig.) Pires-Rodrigues 54’ Aboagye |

| Colonia 30 aprile 2022, ore 14:00 CEST 36ª giornata | Fortuna Colonia | 0 – 0 referto | Alemannia Aquisgrana | Südstadion (3 350 spett.)\| Arbitro: \| Marx \| |
| Arbitro:                                            | Marx            |               |                      |                                                 |

| Arbitro: | Scheper |

|                                       |           |            |
| Uzelac 45’ Korzuschek 48’ Dahmani 84’ | Marcatori | 12’ Sussek |

| Duisburg 14 maggio 2022, ore 14:00 CEST 38ª giornata | Homberg  | 0 – 0 referto | Alemannia Aquisgrana | PCC-Stadion (1 200 spett.)\| Arbitro: \| Goldmann \| |
| Arbitro:                                             | Goldmann |               |                      |                                                      |

## Statistiche

### Statistiche di squadra
| Competizione | Punti | In casa | In casa | In casa | In casa | In casa | In casa | In trasferta | In trasferta | In trasferta | In trasferta | In trasferta | In trasferta | Totale | Totale | Totale | Totale | Totale | Totale | DR |
| Competizione | Punti | G       | V       | N       | P       | Gf      | Gs      | G            | V            | N            | P            | Gf           | Gs           | G      | V      | N      | P      | Gf     | Gs     | DR |
| ------------ | ----- | ------- | ------- | ------- | ------- | ------- | ------- | ------------ | ------------ | ------------ | ------------ | ------------ | ------------ | ------ | ------ | ------ | ------ | ------ | ------ | -- |
| Regionalliga | 44    | 19      | 7       | 4       | 8       | 26      | 26      | 19           | 4            | 7            | 8            | 17           | 25           | 38     | 11     | 11     | 16     | 43     | 51     | -8 |
| Totale       | 44    | 19      | 7       | 4       | 8       | 26      | 26      | 19           | 4            | 7            | 8            | 17           | 25           | 38     | 11     | 11     | 16     | 43     | 51     | -8 |

### Andamento in campionato
| Giornata  | 1  | 2  | 3  | 4  | 5  | 6  | 7  | 8  | 9  | 10 | 11 | 12 | 13 | 14 | 15 | 16 | 17 | 18 | 19 | 20 | 21 | 22 | 23 | 24 | 25 | 26 | 27 | 28 | 29 | 30 | 31 | 32 | 33 | 34 | 35 | 36 | 37 | 38 |
| --------- | -- | -- | -- | -- | -- | -- | -- | -- | -- | -- | -- | -- | -- | -- | -- | -- | -- | -- | -- | -- | -- | -- | -- | -- | -- | -- | -- | -- | -- | -- | -- | -- | -- | -- | -- | -- | -- | -- |
| Luogo     | T  | C  | T  | C  | T  | C  | T  | T  | C  | T  | C  | T  | C  | T  | C  | T  | C  | T  | C  | C  | T  | C  | T  | C  | T  | C  | C  | T  | C  | T  | C  | T  | C  | T  | C  | T  | C  | T  |
| Risultato | P  | N  | P  | P  | N  | P  | V  | N  | P  | P  | V  | N  | P  | P  | V  | P  | P  | P  | V  | P  | N  | V  | P  | V  | N  | N  | N  | P  | V  | V  | P  | V  | N  | V  | P  | N  | V  | N  |
| Posizione | 12 | 14 | 16 | 17 | 17 | 18 | 16 | 15 | 15 | 16 | 15 | 15 | 15 | 16 | 15 | 16 | 17 | 17 | 16 | 16 | 18 | 15 | 15 | 16 | 15 | 16 | 16 | 16 | 16 | 16 | 15 | 14 | 15 | 12 | 13 | 13 | 12 | 12 |

Legenda:

Luogo: C = Casa; T = Trasferta. Risultato: V = Vittoria; N = Pareggio; P = Sconfitta.

### Statistiche dei giocatori
| R. Antonaci    | 1  | 0 | 1  | 0 |
| D. Bajrić      | 32 | 2 | 5  | 0 |
| F. Baum        | 3  | 0 | 1  | 0 |
| N. Blumberg    | 0  | 0 | 0  | 0 |
| T. Buchheister | 17 | 2 | 1  | 0 |
| M. Cebulla     | 12 | 1 | 3  | 0 |
| H. Dahmani     | 31 | 5 | 1  | 0 |
| M. Damaschek   | 33 | 3 | 2  | 0 |
| A. Dej         | 17 | 2 | 5  | 0 |
| A. Dervisevic  | 7  | 1 | 0  | 0 |
| T. Erat        | 11 | 0 | 0  | 0 |
| O. Falaye      | 28 | 0 | 3  | 0 |
| M. Fejzullahu  | 12 | 0 | 1  | 0 |
| C. Gartner     | 19 | 0 | 2  | 0 |
| S. Gündüz      | 16 | 1 | 8  | 0 |
| P. Hackenberg  | 28 | 1 | 6  | 0 |
| A. Heinze      | 18 | 2 | 1  | 0 |
| J. Held        | 33 | 0 | 7  | 0 |
| O. Keskin      | 0  | 0 | 0  | 0 |
| T. Kondziella  | 1  | 0 | 0  | 0 |
| T. Korzuschek  | 14 | 5 | 5  | 0 |
| L. Kozlyuk     | 0  | 0 | 0  | 0 |
| L. Losic       | 0  | 0 | 0  | 1 |
| J. Mause       | 24 | 8 | 6  | 0 |
| J. Mroß        | 38 | 0 | 2  | 0 |
| M. Müller      | 29 | 1 | 10 | 0 |
| L. Oeßwein     | 10 | 0 | 0  | 0 |
| S. Pyo         | 1  | 0 | 0  | 0 |
| S. Schiffer    | 2  | 0 | 0  | 0 |
| S. Schmitt     | 13 | 1 | 2  | 0 |
| V. Statovci    | 5  | 0 | 0  | 0 |
| J. Strauch     | 0  | 0 | 0  | 0 |
| N. Tchadjei    | 2  | 0 | 0  | 0 |
| T. Uphoff      | 19 | 1 | 7  | 0 |
| F. Uzelac      | 26 | 4 | 3  | 0 |
| L. Wilton      | 33 | 0 | 10 | 0 |
| E. Yildiz      | 14 | 2 | 2  | 0 |
| D. Zahnen      | 10 | 1 | 1  | 0 |
| M. Zelic       | 0  | 0 | 0  | 0 |